# Ofakim (nádraží)
Ofakim (hebrejsky תחנת הרכבת אופקים, Tachanat ha-rakevet Ofakim) je železniční stanice na železniční trati Aškelon–Beer Ševa v jižním Izraeli.

## Historie
Stanice byla slavnostně uvedena do provozu 31. prosince 2015 jako poslední na trati z Aškelonu směrem na jih do Beer Ševy. Výstavba stanice i dokončení celé železniční trati čelila značnému zpoždění. Základní kámen k stanici byl položen již v roce 2007 a původní termín dokončení byl stanoven na rok 2009. Představitelé samosprávy města Ofakim i okolních sídel podporovali dokončení železnice, protože měla dopravně přiblížit tento relativně odlehlý region státu Izrael k populačním centrům. Celkové náklady na výstavbu stanice dosáhly 50 milionů šekelů a byl tak výrazně překročen původní rozpočet. Stavba zahrnuje vlastní terminál o ploše 700 metrů čtverečních, podchod spojující nástupiště a veřejné automobilové parkoviště.

## Poloha
Leží v jižní části Izraele v pobřežní nížině, v nadmořské výšce cca 130 metrů. Je situována na severovýchodní okraj města Ofakim, nedaleko od silnice číslo 25 a vesnic Gilat a Bitcha.